# Јасуказу Танака
Јасуказу Танака (јап. 田中 雍和; 15. јун 1933) је бивши јапански фудбалер.

## Каријера
Током каријере је играо за Тојо.

## Репрезентација
За репрезентацију Јапана дебитовао је 1955. године. За тај тим је одиграо 4 утакмице.

## Статистика
| Јапан  | Јапан   | Јапан  |
| Година | Наступи | Голови |
| ------ | ------- | ------ |
| 1955.  | 4       | 0      |
| Укупно | 4       | 0      |